# Trillium sulcatum
Trillium sulcatum е вид растение от семейство Melanthiaceae. Цъфти от април до май. Видът е незастрашен от изчезване.

## Разпространение
Видът е разпространен в южните Апалачи и близките райони от Западна Вирджиния до Алабама.